# Коронавирусы (подсемейство)
Коро́навирусы (лат. Orthocoronavirinae) — подсемейство вирусов из семейства Coronaviridae, объединяющее оболочечные РНК-содержащие плеоморфные вирусы, вызывающие широкий спектр заболеваний различной тяжести у животных, включая человека. В большинстве случаев коронавирусные инфекции протекают в лёгкой форме, однако в XXI веке происходили вспышки тяжёлых заболеваний, вызываемых бетакоронавирусами MERS-CoV и SARS-CoV, а также SARS-CoV-2. Это вирусы с (+)одноцепочечной РНК-геном и нуклеокапсидом спиральной симметрии. Размер генома коронавирусов варьируется от приблизительно 27 до 34 килобаз, самый большой среди известных РНК-вирусов.

## Геном

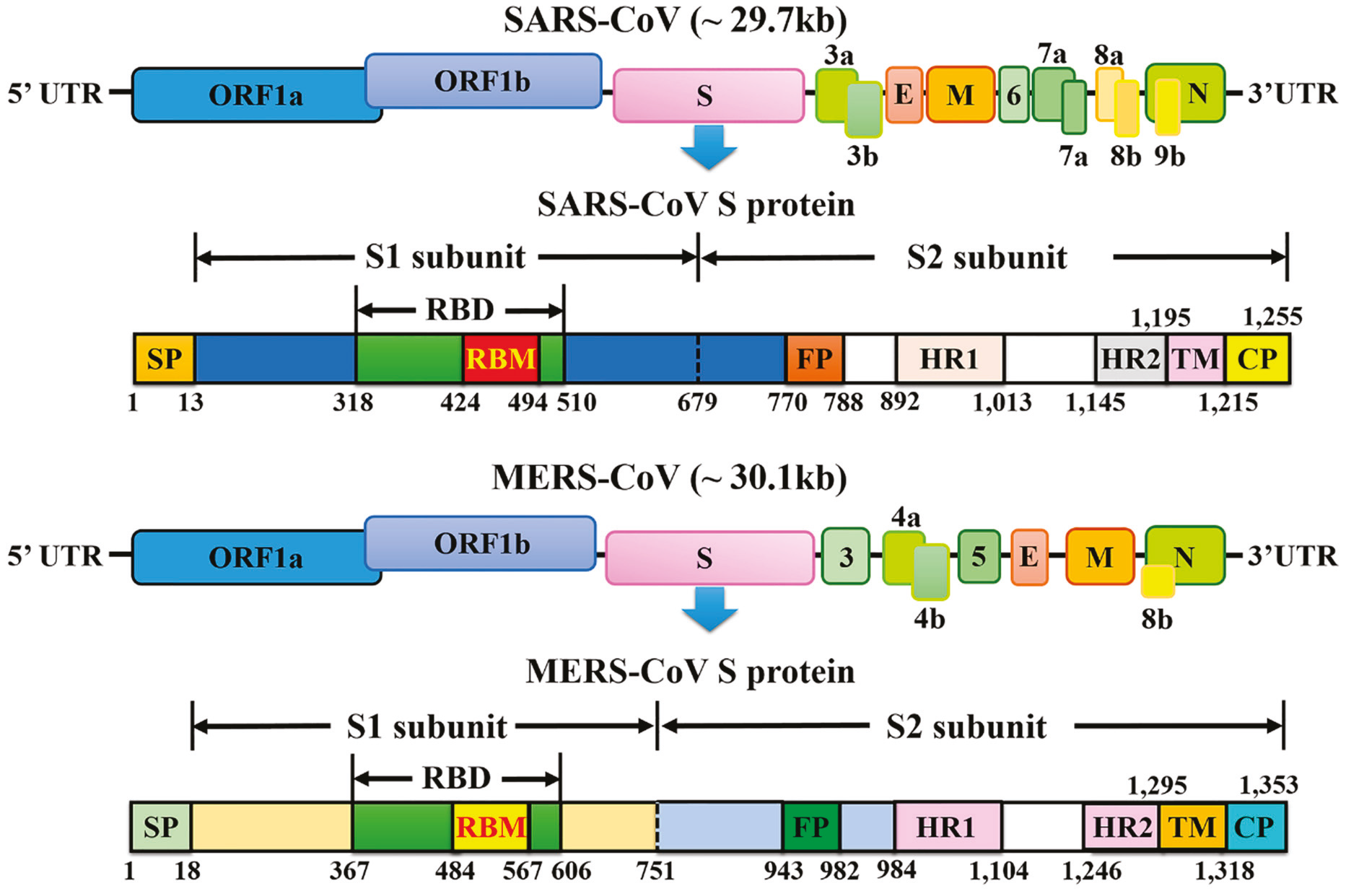
Схематическое изображение организации генома и функциональных доменов S-белков вирусов SARS-CoV и MERS-CoV

Коронавирусы содержат геном с одноцепочечной смысловой РНК. Размер их генома колеблется от 27 до 34 килобаз является одним из самых больших среди РНК-вирусов. Геном имеет 5'-метилированный кэп и 3'-полиаденилированный хвост. Геномная организация коронавируса: 5'-НТО лидерная последовательность — репликаза / транскриптаза — шип (S) — оболочка (E) — нуклеокапсид (N) — 3’НТО — поли(A) хвост. Открытые рамки считывания 1a и 1b, которые занимают первые две трети генома, кодируют полипротеин репликазы / транскриптазы. Полипротеины репликазы / транскриптазы саморасщепляется, образуя неструктурные белки (nsps). Далее идут рамки считывания, кодирующие четыре основных структурных белка: шип, оболочку, мембрану и нуклеокапсид. Перемежаясь с этими рамками расположены рамки считывания для вспомогательных белков. Количество вспомогательных белков и их функция различны для разных коронавирусов.

## Жизненный цикл

### Зарождение
Инфекция начинается, когда вирусный шип (S) гликопротеин прикрепляется к своему комплементарному рецептору клетки-хозяина. После прикрепления протеаза клетки-хозяина расщепляется и активирует прикрепленный к рецептору спайковый белок. В зависимости от доступной протеазы клетки-хозяина, расщепление и активация позволяют клетке проникать посредством эндоцитоза или прямого слияния вирусной оболочки с мембраной хозяина. При проникновении в клетку-хозяина вирусная частица не имеет покрытия и ее геном попадает в цитоплазму клетки. Геном РНК коронавируса имеет 5'-метилированную кепку и 3'-полиаденилированный хвост, что позволяет РНК прикрепляться к рибосоме клетки-хозяина для трансляции. Рибосома хозяина транслирует исходную перекрывающуюся открытую рамку считывания генома вируса и образует длинный полипротеин. Полипротеин имеет свои собственные протеазы, которые расщепляют полипротеин на множество неструктурных белков.

## Классификация
До 2009 года представителей подсемейства объединяли в род Coronavirus, но в 2009 году систематику коронавирусов пересмотрели: Coronavirus разделили на 3 рода (Alphacoronavirus, Betacoronavirus, Gammacoronavirus), объединённых в подсемейство Coronavirinae.
Международный комитет по таксономии вирусов (ICTV) по состоянию на апрель 2020 года выделяет в подсемействе 4 рода:
- Род Alphacoronavirus (14 подродов и 19 видов)
- Род Betacoronavirus (5 подродов и 14 видов)
- Род Gammacoronavirus (3 подрода и 5 видов)
- Род Deltacoronavirus (3 подрода и 7 видов)